# Уйгурский язык
Уйгу́рский язы́к (самоназвание: ئۇيغۇر تىلى، ئۇيغۇرچە / Уйғур тили, уйғурчә / Uyghur tili, uyghurche) — язык уйгуров, один из тюркских языков карлукской группы. Вместе с узбекским и или-тюркским образует карлукско-хорезмийскую подгруппу. 
Распространён в Китае, Казахстане, Узбекистане, Кыргызстане и Туркменистане; небольшие группы уйгуров проживают также в Афганистане, Саудовской Аравии и Турции, в некоторых странах Европейского союза, США, России и Канаде. Современный уйгурский язык (или новоуйгурский) является историческим и генетическим продолжением караханидско-уйгурского языка, однако не родственен древнеуйгурскому — языку орхонских уйгуров.
Из всех современных тюркских языков, по мнению А. Габен, так называемый «восточнотюркский язык», состоящий из уйгурского (новоуйгурского) языка и его диалектов, является наиболее близким к языку древнетюркских памятников. Становление уйгурского языка является «результатом взаимодействия западных и восточных тюркских языков с одной стороны и языков древних аборигенов Центральной Азии — ираноязычных племён — с другой».

## История

### Уйгуро-орхонский язык
В VIII веке уйгуры, объединив ряд племён, основали государство, занимавшее значительные территории в Центральной Азии. Уйгуро-орхонский язык первоначально был близкородственным древнетюркскому, являясь, как и древнекыргызский, его диалектом, получившим самостоятельное развитие.

### Древнеуйгурский язык

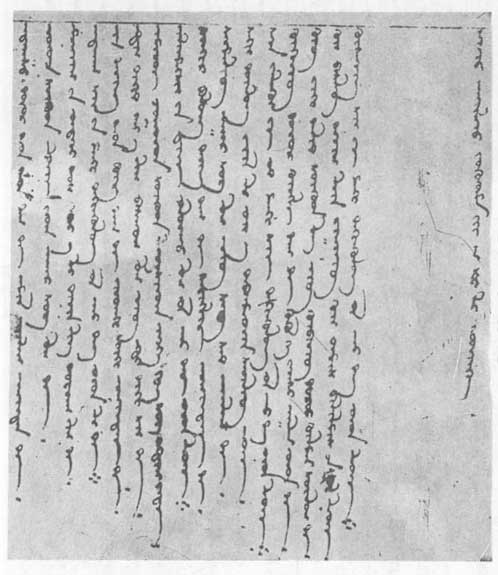
Фрагмент произведения на древнеуйгурском-идыкутском языке уйгурским письмом «Хуастуанифт» — «Покаянная молитва», была датирована 10-11 вв.

Продолжением языка орхонских уйгуров древнеуйгурский язык не является, хотя и близок к нему. Вероятно, орхонские уйгуры при переселении в Восточный Туркестан встретили уже живущее там тюркское население, говорящее на отличающемся языке, на который они со временем перешли. Именно этот язык сейчас называют древнеуйгурским. Примерное время формирования языка V—VIII вв. К этому периоду относится и создание староуйгурского письма, заимствованного у согдийцев, к которым, в свою очередь, проник (очевидно после III в.) переднеазиатский арамейский алфавит.
Известные литературные памятники на этом языке:
 «Алтун ярук» (буквально — «блеск»; полное название — «Сияющая блеском, над всеми превознесённая царь-книга»), памятник древнеуйгурской письменности. Рукопись выполнена уйгурским шрифтом. «Алтун ярук» — уйгурский перевод буддийского вероучительного сочинения с китайского языка, сделанный в 10 в. Сынгку Сели Тудунгом из г. Бишбалыка. В обширном предисловии к «Алтун ярук» содержатся 2 легенды (о правителе Кю-Тау, о принце и тигрице), обладающие несомненными литературными достоинствами.

Сведения о древнем уйгурском языке приводятся в известном труде XI в. «Дивану лугат ат-тюрк» Махмуда Кашгарского. Любопытные данные приводит Фахр-Ед-Дин Мубарек-шах Мерверруди (начало XIII в.), указывающий на заимствование у согдийцев алфавита, лёгшего в основу уйгурской (а через него и монгольской, и маньчжурской) письменности.

### Уйгурско-караханидский язык
Караханидский — язык,  близкий к древнеуйгурскому-идыкутскому, но не являющийся его родственником. Эти два языка продолжительное время сосуществовали, как и два государства — Караханидов в Кашгарии и Идыкутов в Турфане.
М. Кашгари, для которого уйгурско-караханидский был родным языком, называл его «хакани». До наших дней сохранилось большое количество памятников на уйгурско-караханидском языке, главным образом религиозного содержания. Наиболее примечательным памятником является трактат Юсуфа Хас-Хаджиба — «Кутадгу билиг» («Кудатку билик») — «Приносящее счастье знание», датируемый 1070 годом.
С политическим ослаблением Идыкутства, и последующим вхождением его в чагатайское государство, к XIV—XV вв. уйгурско-караханидский язык почти полностью вытеснил идыкутский, который остался языком религии уйгуров буддистов и несториан, а затем, с обращением все большего количества турфанских и кумульских уйгуров в Ислам, и вовсе исчез.
В Мавераннахре с завоеванием его караханидами в 10 в., где доминирующими были иранские языки, уйгурско-караханидский язык постепенно вытеснял иранские языки, что заметил ещё Кашгари, отметив, что «в городах жители всё больше разговаривают на тюркском, есть жители говорящие только по-тюркски, есть жители говорящие и по-тюркски и по-ирански, но нет жителей говорящих только по-ирански».
Продолжением уйгурско-караханидского является средневековый чагатайский язык, а также современные новоуйгурский и узбекский языки.

### Современный уйгурский язык
Уйгурский, наряду с узбекским, является продолжением чагатайского языка — среднеазиатского литературного лингва-франка. Типологически новоуйгурский далёк от древнеуйгурского и не является прямым его продолжением.
Чагатайский язык продолжал использоваться уйгурскими авторами как письменный язык даже в начале XX века (например, историком Мусой Сайрами в его работе «Та’рих-и амнийа»), хотя, как отмечают исследователи, язык поздних чагатайских рукописей испытывал значительное влияние современного уйгурского языка.
Становление современного языка происходило в сложных географических условиях таримского бассейна. Отдалённость друг от друга, плохая связь, а иногда и политическая разобщённость оазисов Туркестана не способствовали формированию единого стандарта языка. Начало активного развития уйгурского языка исследователи относят к XVII веку. До второй половины XVIII века доминирующее положение занимал кашгарский диалект, а позднее на первый план вышел илийский таранчинский диалект. Эти два диалекта (сейчас говоры) и стали прообразами литературного новоуйгурского языка. Современный литературный уйгурский язык (һазирқи заман әдәбий уйғур тили) начал формироваться с середины 30-х годов XX века на основе общенародного живого языка (центрального диалекта).
Сам термин «уйгурский» в применении к языку населения Восточного Туркестана появился лишь после 1921 года, когда в Ташкенте прошёл съезд (курултай) представителей уйгурской интеллигенции, на котором, по предложению профессора Малова, наименование «уйғур» было восстановлено в качестве этнонима оседлого тюркоязычного населения Восточного Туркестана. До этого жители оазисов именовали себя и свою речь по месту проживания, то есть қәшқәрлик и қәшқәр тили — «кашгарцы» и «кашгарский язык», турпанлиқ — «турфанцы», таранчи и таранчи тили (дословно — «земледельцы») — «жители илийского края» и «таранчинский язык» и т. д. Общим же самоназванием долгое время являлось разговорное йәрлик «земляки» или «местные» — это слово, иногда встречающееся и в наши дни, использовалось в уйгурской среде для описания жителей-уйгуров любого из оазисов.
Нет точных данных о количестве говорящих на уйгурском в мире, по разным оценкам от 37,595 млн, 39,788 млн, но не более 40 миллионов.
Распространён в основном в Синьцзян-Уйгурском автономном районе (СУАР) КНР, где пользуется статусом государственного языка (языка администрации, делопроизводства и т. п.). По данным переписи 2010 года в Китае проживало 10 млн 69 тыс. уйгуров.
В СУАР уйгурский, наряду со севернокитайским, является языком межнационального общения, особенно среди населения, исповедующего ислам (то есть казахов, кыргызов, таджиков, татар, хуэйцзу и др.).

## Диалекты
Различают три основных диалекта: северо-западный (центральный), южный (хотанский) и восточный (лобнорский). Диалекты преимущественно различаются произношением, что, однако, не является значительным препятствием в общении.
В основу современного литературного уйгурского языка был положен северо-западный (центральный) диалект, состоящий из трёх доминирующих говоров: турфанского, илийского и кашгарского, а также нескольких говоров местного значения: комульского, урумчинского, карашарского, кучарского, корлинского, аксуйского и яркендского.
Произносительная норма закреплена за говором илийских (кульджинских) уйгуров, а литературный стандарт основывается на очень близком говоре Урумчи.
Для уйгуров в странах СНГ в качестве нормообразующих можно выделить очень близкий кульджинскому семиреченский говор и более близкий кашгарскому ферганский говор. Тем не менее различия между синьцзянскими говорами и языком уйгуров в СНГ незначительны и в основном заключены в лексике (в языке уйгуров СУАР больше китайских заимствований, а в речи уйгуров в СНГ чаще встречаются русские слова).

## Письменность

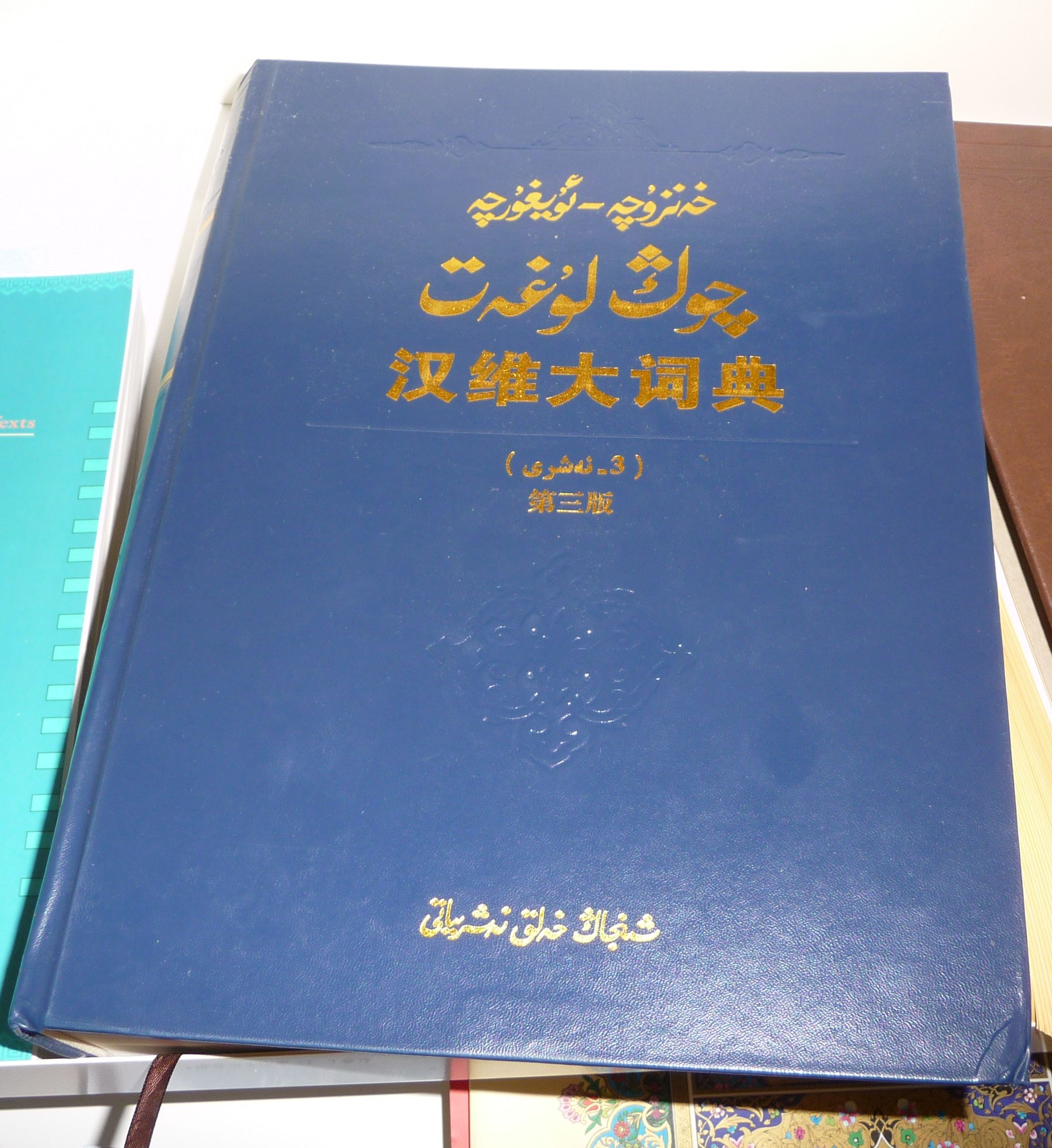
Современный китайско-уйгурский словарь

В настоящее время литературный уйгурский язык официально записывается с помощью двух графических систем: синьцзянской или восточно-туркестанской в Китае (письменность на арабской графической основе, т. н. әрәб йезиқи «арабское письмо», или кона йезиқ «старое письмо») и центральноазиатской (в бывшем СССР, так называемое славиә йезиқи «славянское письмо», или славиәнчә «по-славянски»). В СССР письменность на арабской основе до 1930 года, на латинской в 1930—1946 годы, с 1947 года — на основе кириллической графики. В период с 1965 по 1982 годы в КНР использовалась также латиница, т. н. йеңи йезиқ — «новое письмо», на основе китайской транскрипционной системы пиньинь.
Орфография современного уйгурского, основанная на кириллице, требует реформы и сближения с правилами, действующими в орфографии на основе арабицы, используемой в Синьцзяне. Нормы кириллической орфографии языка не менялись с начала 1960-х годов. Эта проблема не раз поднималась во многих научных статьях и на конференциях уйгуроведов, однако единого решения всё ещё не принято.
В наши дни для записи уйгурского используются ещё как минимум две разновидности латинского алфавита: уйғур латин йезиқи «уйгурское латинское письмо» (ULY), вспомогательный алфавит, разработанный в дидактических целях в Синьцзянском университете (окончательно принят в ноябре 2000 года). Этот алфавит приобретает всё большую популярность в интернете и западных изданиях и, вторая — различные модификации йеңи йезиқ, в том числе на основе турецкого латинского алфавита.
Характерной чертой современного уйгурского алфавита на арабской основе является регулярная передача гласных (в отличие от старого уйгурского арабского алфавита и многих других современных разновидностей арабского письма, где гласные на письме либо опускаются, либо факультативно передаются методом матрес лекционис).
Особенностью современной уйгурской арабской орфографии также является последовательное отображение перед гласными в начале слова и между двумя гласными двух разных слогов в середине слова так называемой хамзы ء, буквы, передающей фонемическую гортанную смычку [ʔ]. В разговорном языке такая смычка встречается только перед начальным гласным слова для образования стандартной тюркской минимальной слоговой пары (Согласный-Гласный), в середине же слова твёрдый приступ часто заменяется на неслоговое полуогубленное у. Например, арабское заимствование муәллим «учитель» произносится как /муʷәллим/. В латинице и кириллице гортанная смычка в начале слова никак не отображается, в середине слова в латинице вместо хамзы используется знак апострофа ': mu’ellim «учитель». Хамза или апостроф также могут выполнять смыслоразличительную функцию, например: сүр'әт «темп, скорость» и сүрәт «рисунок, картина» (оба слова — арабизмы).
Уйгурский арабский алфавит 1925—1930 (СССР)
Уйгурский латинизированный алфавит 1930—1946 (СССР)
Латинизированный алфавит уйгуров СССР:
| A a | B в | C c | Ç ç | D d | E e | Ə ə | G g | Ƣ ƣ | H h | I i | J j | K k | L l | M m | N n |
| Ꞑ ꞑ | O o | Ө ө | P p | Q q | R r | S s | Ş ş | T t | U u | V v | X x | Y y | Z z | Ƶ ƶ | F f |

Уйгурский кириллический алфавит с 1947 (СССР)
| А а | Б б | В в | Г г | Ғ ғ | Д д | Е е | Һ һ | Ә ә | Ж ж |
| Җ җ | З з | И и | Й й | К к | Қ қ | Л л | М м | Н н | Ң ң |
| О о | Ө ө | П п | Р р | С с | Т т | У у | Ү ү | Ф ф | Х х |
| Ц ц | Ч ч | Ш ш | Щ щ | Ъ ъ | Ы ы | Ь ь | Э э | Ю ю | Я я |

## Лингвистическая характеристика

### Фонетика
По причине большого диалектного разнообразия, наличия нескольких нормообразующих центров (Кульджа, Турфан, Кашгар и др.) и стандартов языка на настоящий момент фонетика уйгурского недостаточно чётко кодифицирована, что отражается в некоторой подвижности орфоэпической нормы.
Для уйгурского языка характерны многочисленные отклонения от сингармонизма. При общей несомненной агглютинативности широко представлены элементы фузии — фонетические чередования на стыке морфем, а также несвойственные тюркским языкам регрессивная ассимиляция гласных и согласных.
В уйгурском 8 основных гласных фонем: а, ә, о, ө, у, ү, е, и и 23 согласных: б, в, г, ғ, д, ж, җ, з, и, й, к, қ, л, м, н, ң, п, р, с, т, х, һ, ч, ш.
В зависимости от положения в слове каждая из гласных и согласных фонем может иметь несколько вариантов реализации. Например, фонема и может выступать в трёх основных комбинаторных разновидностях: ы, i, и, которые, однако, не несут фонематического значения.
|                  | Переднего ряда | Переднего ряда | Заднего ряда | Заднего ряда |
|                  | Неогубленный   | Огубленный     | Неогубленный | Огубленный   |
| ---------------- | -------------- | -------------- | ------------ | ------------ |
| Верхнего подъёма | и /i/          | ү /y/          |              | у /u/        |
| Среднего подъёма | е /e/          | ө /ø/          |              | о /o/        |
| Нижнего подъёма  | ә /ɛ/          |                | а /a/        |              |

Присущим исключительно уйгурской фонетике (из всех тюркских языков) явлением можно назвать умлаут: гласные а и ә, находящиеся в односложных основах, под влиянием последующего слога аффикса с узкими и, у, ү теряют ударение и переходят в полуширокие е (< а, ә), о (< а) и ө (< ә). Напр.: сат- «продавать» — сетиқ «продажа». Во всех остальных тюркских языках корень слова всегда остаётся неизменным.
Также характерной особенностью вокализма в уйгурском является закон редукции широких гласных: широкие гласные а и ә конечного слога многосложной основы, в безударном положении (то есть после наращивания аффикса), редуцируются в и, у и ү. Напр., жүрәк «сердце» — жүрүгүм «моё сердце» (в другой орфографии — жүригим).
В гармонии гласных (то есть в образовании словоизменительных аффиксов) могут участвовать только гласные верхнего или нижнего подъёма, таким образом гласные среднего подъёма о, ө, е обнаруживаются только в первом слоге собственно уйгурских слов, встречаясь лишь единожды в отдельном слове. Общая частотность их использования в языке низка.
Согласно закону сингармонизма последний гласный верхнего или нижнего подъёма в основе (корне) слова изменяет все последующие гласные в наращиваемых аффиксах на соответствующие гласные верхнего или нижнего подъёма, однако существует немало отклонений от этого правила. В составе одного слова могут быть гласные как заднего, так и переднего ряда. Например: адәм «человек», кәлдуқ «мы пришли». Увулярные согласные (қ, ғ, х) могут сочетаться с мягкими гласными, а мягкие к и г — с твёрдыми гласными: хәвәр «известие», қәғәз «бумага».
Наряду с такой не до конца последовательной гармонией гласных, в уйгурском также существует и гармоническая ассимиляция согласных. Так в некоторых аффиксах с гласными переднего ряда выступают согласные г и к, а в аффиксах с гласными заднего ряда — уже ғ и қ.
В многосложных словах краткие гласные верхнего подъёма в позиции между двумя глухими согласными оглушаются, например, в следующих словах: тик «отвесный», исим «имя», күт «подожди!», қушлар «птицы». В позиции между твёрдым приступом (гортанной смычкой) и глухим взрывным или аффрикатой происходит полное оглушение гласной. /и/ переходит в /ш/ с лёгким глухим призвуком /ы/:
ит /ˀы˳шт/ «собака»;
икки /ˀы˳шккʰә/ «два»;
иттик /ˀы˳штʰикʰ/ «быстрый» (в другой орфографии также иштик);
пит /пʰы˳штʰ/ «вошь, блоха» (в другой орфографии также пишт) и др.
Подобным образом происходит оглушение /ү/ с переходом в глухой губно-губной щелевой [ɸ]:
үчүн /ˀɸчүн/ «для, ради»;
ука /ˀɸка/ «младший брат» и др.
|              |        |        |        |        |                  |                  |              |              |           |           |             |             |
|              | Губный | Губный | Зубной | Зубной | Постальвеолярный | Постальвеолярный | Заднеязычный | Заднеязычный | Увулярный | Увулярный | Глоттальный | Глоттальный |
| Носовой      |        | m      |        | n      |                  |                  |              | ŋ            |           |           |             |             |
| Взрывной     | p      | b      | t      | d      | t͡ʃ               | d͡ʒ               | k            | ɡ            | q         |           | ʔ           |             |
| Фрикативный  | f      |        | s      | z      | ʃ                | ʒ                | x            |              |           | ʁ         | h           |             |
| Дрожащий     |        |        |        | r      |                  |                  |              |              |           |           |             |             |
| Аппроксимант |        |        |        | l      |                  | j                |              | w            |           |           |             |             |

В основном на стыке морфем происходит последовательная ассимиляция следующих согласных:
- к > г (чечәк «цветок» — чегәлә «цвести»)
- қ > ғ (атақ «слава» — атағлиқ «известный»)
- қ > х (қақ «забить» — қахти «он забил»)
- г > к (бәг «бек» — бәккә «беку»)
- ғ > қ (бағ «сад» — баққа «в сад»)
- ч > ш (яғач «дерево» — яғашчи «плотник»)
- ч > с (ач- «открывать» — асса «если откроет»)
- ш > с (гөш + сиз > гөссиз «без мяса»)
- п > в (мәктәп «школа» — мәктивим «моя школа»)
- б > в (бәл + бағ > бәлвағ «пояс», қурбан > қурван «жертва»)
- н > ң (түн + лүк > түңлүк «окно на потолке»)
- н > л (орун + луқ > оруллуқ «уместный»)
- н > м (ян + бағри > ямбағри «склон горы») и некоторых других.

Характерной чертой литературного уйгурского произношения является неустойчивость согласного вибранта /р/. Этот звук последовательно выпадает в абсолютном конце слова и перед большинством согласных в середине слова (исключения составляют лишь позиции перед /h/ и /ң/), влеча за собой небольшое количественное удлинение предыдущего гласного. На письме это явление почти не отображается. Напр., төрт («четыре») звучит как /тө(:)т/ и уже имеет другой также стандартный вариант написания төт. Большинство носителей уйгурского в своей речи также распространяет это правило на /л/ и на /й/ в середине слова в конце слога, то есть, напр., кәлдим «я пришёл» утрачивает /л/ и произносится как /кә:дым/, а һойла «двор» даже на письме нередко реализуется как һола. На конце слогов в уйгурском не должно быть двух согласных подряд, поэтому один из согласных в подобных следующим сцеплениях либо выпадает, либо ассимилируется: дост /дос/ «друг», кәнт /кән/ «город», қорқ /қо:қ/ «страх», Йәркәнт /йә:кән/ «Яркенд». При выразительном чтении (например, художественной декламации) текста вслух вибрант /р/ может читаться во всех позициях, а иногда даже там, где исторически его быть не должно. Также в таких случаях может появляться дополнительный слог для разбивания двух согласных, например: қорқ «страх» может реализовываться как /қоруқ/. Однако для нормальной речи выпадение согласных остаётся правилом.
Ударение динамическое, с двумя основными полюсами: слабым и сильным. Слабое (второстепенное) ударение закреплено за первым слогом слова и является постоянным. Основное ударение, как правило, является подвижным и фиксируется на последнем слоге. С прибавлением аффиксов сильное ударение смещается на конец слова.

### Морфология
Уйгурский — агглютинативный язык.
Отсутствует различие по родам, нет именных классов.
Падеж
В уйгурском различают 6 падежей:
- Именительный, или основной падеж
- Родительный падеж
- Винительный падеж
- Дательно-направительный падеж
- Местный падеж
- Исходный падеж

Глагол
В уйгурском различают 5 залогов: действительный, возвратный, страдательный, взаимно-совместный и понудительный.
И 4 наклонения: изъявительное, повелительное, условное и желательное.
В изъявительном наклонении выделяют 5 прошедших времён:
- Прошедшее определённое (категорическое) время
- Прошедшее причастное время
- Прошедшее предположительное время или Давно прошедшее время
- Прошедшее повествовательное время
- Многократно-длительное прошедшее время

2 настоящих:
- Настоящее время данного момента (момента речи)
- Настоящее-будущее время

2 будущих:
- Будущее неопределённо-предположительное время
- Будущее определённое время

Морфология
Уйгурское слово обычно строится в следующей последовательности: корень, аффикс словообразования, аффикс формообразования, аффиксы словоизменения.

### Синтаксис
Обычный порядок слов в предложении: подлежащее — прямое дополнение — сказуемое (S-O-V). Например: Мән уйғурчә оқуймән. «Я изучаю уйгурский», дословно «Я» + «уйгурский» + «обучаться; читать — Я». Определение предшествует определяемому, прямое дополнение и обстоятельства предшествуют глаголу. Сказуемое завершает предложение, являясь основным управляющим словом. При эмфатической речи порядок может нарушаться.
Отрицание в именах выражается в основном частицей әмәс, а в глаголах с помощью аффикса -ма/-мә (соғ әмәс «не холодно», издимә «не ищи»).

### Лексика
На протяжении нескольких веков жители Туркестана находились в теснейшем контакте с представителями различных языковых групп, что нашло отражение в лексике современного уйгурского.
Основной пласт словарного фонда языка составляют слова тюркского происхождения и более поздние заимствования из других тюркских языков, в особенности из узбекского и казахского.
Значительный объём словарной базы уйгурского занимают иранизмы, пришедшие в язык из средневекового литературного чагатайского, а также из разговорной городской лексики таджикского и узбекского языков. Иранизмы — одни из самых древних заимствований. Среди них преобладают слова, обозначающие конкретные понятия, связанные с сельским хозяйством, технической культурой, строительством и бытом.
Большинство арабизмов вошло в язык через мусульманскую религиозную и персидскую литературу, в особенности после возникновения городских культурных центров в XIV—XVI веках. Арабизмы в основном охватывают абстрактные понятия, связанные с исламом, наукой, культурой, духовным миром человека.
На позднейшее развитие уйгурского лексикона ощутимое влияние оказали русский и китайский языки.
Русские заимствования представлены в основном интернационализмами из области науки и техники, а также бытовой лексикой для обозначения относительно новых понятий, в основном предметов быта, одежды и пищи, понятий культуры: айропилан «самолёт» (любого типа), лйотчик «пилот», аптомобил «автомобиль», кастум «костюм», истанса «станция, вокзал», пәмидур «помидор», велисипит «велосипед», дохтур «доктор», пойиз «поезд», кәмпүт «конфета», чашка «чашка», марожни «мороженое», парашок «порошок», кинишка «книжка» (как документ или удостоверение), кәпкә «кепка», куружок «кружок» (как группа людей), пакит «факт», обзор «обзор» (как текст), очерик «очерк», карол «король», коропка «картонная коробка», курушка «кружка», козир «козырь», мат «мат» (в шахматах) и другие.
Большинство китайских заимствований пришло в уйгурский за последние полвека, то есть после образования КНР в 1949 году. Они охватывают техническую, общественно-политическую, военную и бытовую лексику последних десятилетий, а также названия продуктов питания и топонимы: Шинҗаң от китайского 新疆 (Синьцзян), хасиң «арахис» от 花生 (хуашэн), газир «семечки (подсолнуха или дынные)» от 瓜子 (гуацзы), суляв «пластик», «синтетика» от 塑料 (суляо), җоза «круглый стол» от 桌子 (чжоцзы), кой «один юань» 塊 (куай) и другие.
По ряду причин новые китайские заимствования редко приживаются в языке уйгуров СНГ, где чаще встречается русская терминология, которая, в свою очередь, не всегда знакома синьцзянским уйгурам. Это приводит к появлению синонимов и лексических дублетов. Так, название самой КНР на языке уйгуров Синьцзяна звучит как Җуңго от китайского 中国 (Чжунго), в то время как уйгуры СНГ используют в своей речи и на письме старый этноним Китай (чаще произносится, а иногда и записывается как Хитай), который, однако, в самой КНР иногда может иметь несколько негативные коннотации в глазах ханьского населения, поэтому его использование в официальных текстах в Китае запрещено.
Схожим образом дело обстоит, например, с обозначением понятия «телевизор». Уйгуры СНГ почти исключительно говорят и пишут телевизор, тогда как синьцзянские уйгуры в последнее время нередко пользуются китаизмом дйәнши от 电視 (дяньши).
Другой иллюстрацией подобной синонимичности могут служить два альтернативных способа наименования дней недели. Первый, исторический вариант — персидские названия, где неделя начинается с субботы («шәнбә», в другой орфографии также «шәмбә»), а остальные дни в дословном переводе значат «первый день», «второй день» и так далее. Другой, новый способ обозначения дней недели, встречающийся чаще среди уйгуров Синьцзяна — смысловая калька с китайского аналитического порядка, то есть «понедельник» дословно — «первый день недели» (кит. 星期一), «вторник» — «второй день недели» (星期二) и так далее:
- дүшәнбә и һәптиниң биринчи күни «понедельник»
- сәйшәнбә и һәптиниң иккинчи күни «вторник»
- чаршәнбә и һәптиниң үчинчи күни «среда»
- пәйшәнбә и һәптиниң төртинчи күни «четверг»
- җүмә и һәптиниң бәшинчи күни «пятница»
- шәнбә и һәптиниң алтинчи күни «суббота»
- йәкшәнбә и һәптиниң йәттинчи күни «воскресенье»

Некоторые немногочисленные заимствования пришли в уйгурский из монгольского, санскрита и английского языков.

## Функциональный статус

### Средства массовой информации
В СССР на уйгурском языке издавался ряд газет:
- «Кәмбәғәлләр авази» («Голос бедноты»). Издавалась с 1921 года в Ташкенте, с 1923 по 1959 в Алма-Ате. Была органом Джетысуйского обкома, затем Алма-Атинского окружкома, Казакского крайкома ВКП(б). В 1930 переименована в «Колхозчилар авази» («Голос колхозника»). В 1937 стала районной газета Джаркентского района.
- «Қизил туғ» («Красное знамя»). Газета Алма-Атинского обкова ВКП(б) в 1935—1938 годах.
- «Колхозчилар әмгиги» («Труд колхозника»). Выходила в 1934—1959 годах. Была районной газетой Чиликского района Алма-Атинской области.
- «Садайи таранчи» — первая советская уйгурская газета. Издавалась в Верном в 1918 году. Всего вышло 6 номеров.
- «Течлиқ әмгәк» («Мирный труд»). Выходила с 1934 года. В 1937—1956 годах называлась «Сталинчи» («Сталинец»), в 1957—1959 «Коммунизм йоли» («Путь коммунизма»). Являлась районной газетой Уйгурского района Алма-Атинской области.
- «Уйғур авази» («Голос уйгура»). Выходит с 1957 года в Алма-Ате. В советский период называлась «Коммунизм туғи» («Знамя коммунизма») и была межреспубликанской. Сейчас стала главной газетой уйгур Казахстана.
- «Шәриқ һәқиқити» («Правда востока»). Газета ЦК КП(б) Узбекистана. Выходила в Ташкенте в 1927—1938 годах (в 1929—1930 издавалась в Самарканде). В 1927—1932 называлась «Қутулуш» («Освобождение»), в 1932—1936 — «Күнчиқиш һәқиқити» («Правда востока»).